# Georges Bregy
Georges Bregy est un joueur de football suisse né le 17 janvier 1958 à Rarogne.

## Biographie
Né le 17 janvier 1958 à Rarogne, Georges Bregy joue plusieurs saisons dans le club de son village natal avant d’être transféré, en 1979, au FC Sion,.
En 1984, il est sacré meilleur buteur de Ligue nationale A, avec 21 buts. En 1987, en conflit avec le FC Sion, il est mis en vente en décembre, avant d’être finalement prêté durant quatre mois au FC Martigny-Sports pour le tour de promotion/relégation.
Sélectionné à 54 reprises avec l'équipe nationale, il est l'auteur de 12 buts.
Après sa carrière de joueur, il devient entraîneur, d’abord au FC Rarogne durant une saison, puis au niveau professionnel au Lausanne-Sports (1995-1998), au FC Thoune (1998-2001) et au FC Zurich (2001-2003), avant de retourner au niveau amateur, à Stäfa entre 2005 et 2008 puis au FC Red Star Zurich en 2008,,.

## Statistiques
| Saison                | Club                   | Championnat           | Championnat | Championnat | Coupe(s) nationale(s) | Coupe(s) nationale(s) | Compétition(s) continentale(s) | Compétition(s) continentale(s) | Compétition(s) continentale(s) | Tour final LNA | Tour final LNA | Promotion/relégation LNA/LNB | Promotion/relégation LNA/LNB | Total | Total |
| Saison                | Club                   | Division              | M.          | B.          | M.                    | B.                    | Comp.                          | M.                             | B.                             | M.             | B.             | M.                           | B.                           | M.    | B.    |
| 1979-1980             | FC Sion                | LNA                   | 26          | 12          | -                     | -                     | -                              | -                              | -                              | 9              | 0              | -                            | -                            | 35    | 12    |
| 1980-1981             | FC Sion                | LNA                   | 26          | 7           | -                     | -                     | C2                             | 2                              | 0                              | -              | -              | -                            | -                            | 28    | 7     |
| 1981-1982             | FC Sion                | LNA                   | 30          | 11          | -                     | -                     | -                              | -                              | -                              | -              | -              | -                            | -                            | 30    | 11    |
| 1982-1983             | FC Sion                | LNA                   | 29          | 18          | -                     | -                     | C2                             | 2                              | 1                              | -              | -              | -                            | -                            | 31    | 19    |
| 1983-1984             | FC Sion                | LNA                   | 30          | 21          | -                     | -                     | -                              | -                              | -                              | -              | -              | -                            | -                            | 30    | 21    |
| Sous-total            | Sous-total             | Sous-total            | 141         | 69          | -                     | -                     | -                              | 4                              | 1                              | 9              | 0              | -                            | -                            | 154   | 70    |
| 1984-1985             | Young Boys             | LNA                   | 28          | 14          | -                     | -                     | -                              | -                              | -                              | -              | -              | -                            | -                            | 28    | 14    |
| 1985-1986             | Young Boys             | LNA                   | 30          | 12          | -                     | -                     | -                              | -                              | -                              | 11             | 2              | -                            | -                            | 41    | 14    |
| Sous-total            | Sous-total             | Sous-total            | 58          | 26          | -                     | -                     | -                              | -                              | -                              | 11             | 2              | -                            | -                            | 69    | 28    |
| 1986-1987             | FC Sion                | LNA                   | 29          | 14          | -                     | -                     | C2                             | 6                              | 1                              | -              | -              | -                            | -                            | 35    | 15    |
| 1987-1988             | FC Sion                | LNA                   | 21          | 10          | -                     | -                     | C3                             | 1                              | 0                              | -              | -              | -                            | -                            | 22    | 10    |
| 1987-1988             | Martigny-Sports (prêt) | LNB                   | -           | -           | -                     | -                     | -                              | -                              | -                              | -              | -              | 13                           | 4                            | 13    | 4     |
| Sous-total            | Sous-total             | Sous-total            | 50          | 24          | -                     | -                     | -                              | 7                              | 1                              | -              | -              | 13                           | 4                            | 70    | 29    |
| 1988-1989             | Lausanne-Sports        | LNA                   | 21          | 4           | -                     | -                     | -                              | -                              | -                              | -              | -              | 14                           | 5                            | 35    | 9     |
| 1989-1990             | Lausanne-Sports        | LNA                   | 22          | 8           | -                     | -                     | -                              | -                              | -                              | 13             | 3              | -                            | -                            | 35    | 11    |
| Sous-total            | Sous-total             | Sous-total            | 43          | 12          | -                     | -                     | -                              | -                              | -                              | 13             | 3              | 14                           | 5                            | 70    | 20    |
| 1990-1991             | Young Boys             | LNA                   | 21          | 4           | -                     | -                     | -                              | -                              | -                              | 11             | 1              | -                            | -                            | 32    | 5     |
| 1991-1992             | Young Boys             | LNA                   | 21          | 2           | -                     | -                     | -                              | -                              | -                              | 13             | 4              | -                            | -                            | 34    | 6     |
| 1992-1993             | Young Boys             | LNA                   | 22          | 7           | -                     | -                     | -                              | -                              | -                              | 10             | 1              | -                            | -                            | 32    | 8     |
| 1993-1994             | Young Boys             | LNA                   | 20          | 5           | -                     | -                     | C3                             | 2                              | 0                              | 13             | 3              | -                            | -                            | 35    | 8     |
| Sous-total            | Sous-total             | Sous-total            | 84          | 18          | -                     | -                     | -                              | 2                              | 0                              | 47             | 9              | -                            | -                            | 133   | 27    |
| Total sur la carrière | Total sur la carrière  | Total sur la carrière | 376         | 149         | -                     | -                     | -                              | 13                             | 2                              | 80             | 14             | 27                           | 9                            | 496   | 174   |